# Bisdom Jaffna

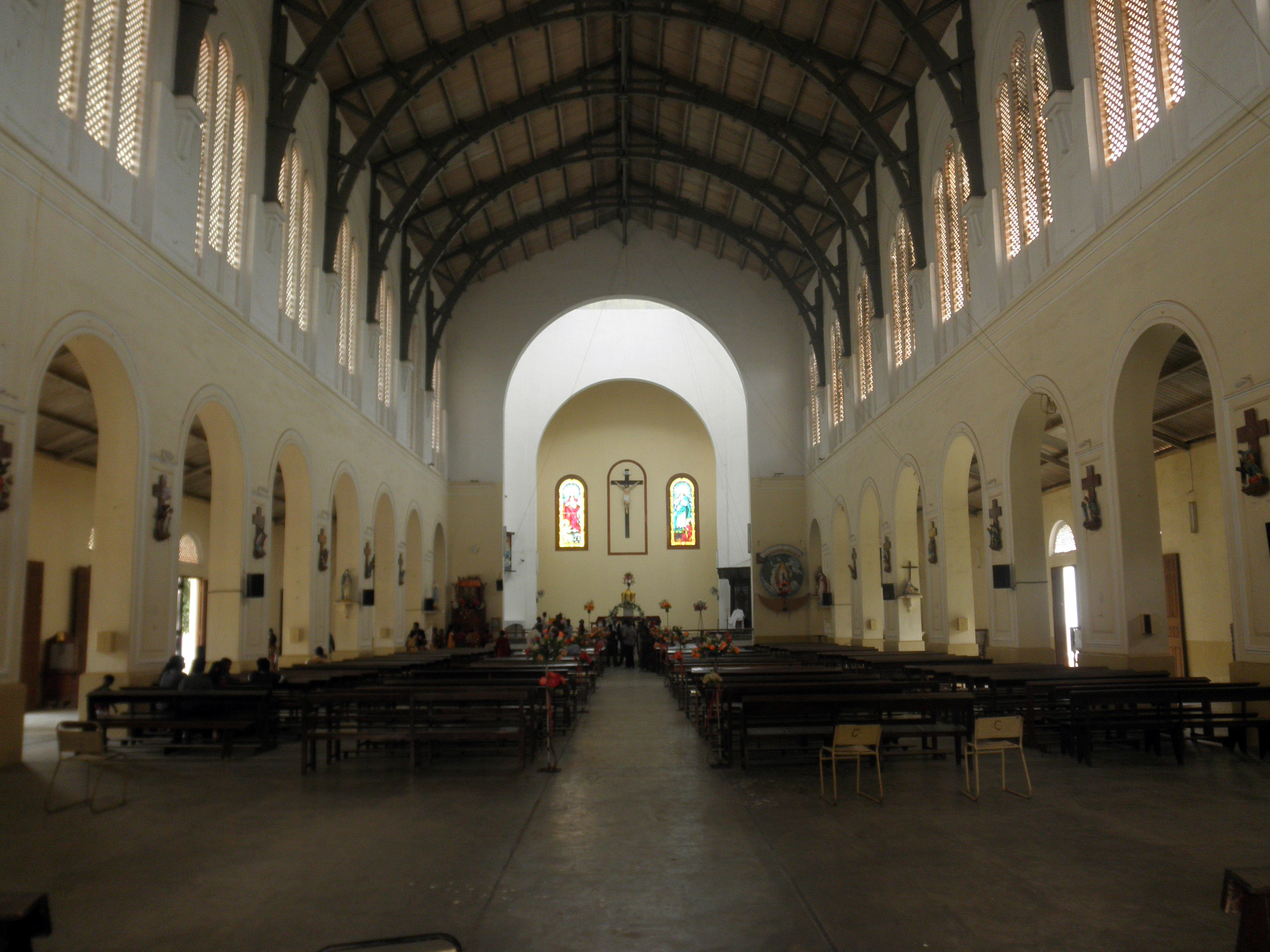
Kathedraal St.Mary (interieur) in Jaffna

Het bisdom Jaffna (Latijn: Dioecesis Iaffnensis) is een rooms-katholiek bisdom in Sri Lanka met als zetel Jaffna. Het is een suffragaan bisdom van het aartsbisdom Colombo en werd opgericht in 1886. Het bisdom volgt de Latijnse ritus en als taal wordt het Tamil gebruikt.
Het bisdom is ontstaan uit het apostolisch vicariaat Jaffna dat in 1845 werd opgericht. De eerste bisschop was André-Théophile Mélizan, O.M.I.. De missie was lange tijd in handen van de Franse Oblaten. In 1928 werd door de inlandse oblaat pater Thomas (Bastiampillai Anthonipillai) de contemplatieve mannelijke congregatie van de Rosarianen gesticht. Het moederhuis bevindt zich in Tholagatty.
In 2017 telde het bisdom 60 parochies. Het bisdom heeft een oppervlakte van 4.400 km2 en telde in 2016 1.533.000 inwoners waarvan 16,4% rooms-katholiek was. Dit is veel meer dan het landelijk gemiddelde van 6%.

## Bisschoppen
- André-Théophile Mélizan, O.M.I. (1886-1893)
- Henri Joulain, O.M.I. (1893-1919)
- Jules-André Brault, O.M.I. (1919-1923)
- Alfred-Jean Guyomard, O.M.I. (1924-1950)
- Jerome Emilianus Pillai, O.M.I. (1950-1972)
- Jacob Bastiampillai Deogupillai (1972-1992)
- Thomas Emmanuel Savundaranayagam (1992-2015)
- Justin Bernard Gnanapragasam (2015-)